# 椿佑子
椿 佑子（つばき ゆうこ、4月3日 - ）は、日本の女性声優。奈良県出身。青二プロダクション所属。

## 略歴
声優になろうと思ったきっかけの作品は『機動戦士ガンダムSEED』。二面性のあるキャラクターを演じてみたいと語っており、声優以外では舞台の仕事をしたいと語っている。
青二塾大阪校34期出身。

## 人物
趣味として舞台鑑賞、詩吟、バドミントンをそれぞれ挙げている。方言は奈良弁と大阪弁で、栄養士免許と普通自動車免許をそれぞれ持つ。

## 出演

### テレビアニメ
2019年
- ONE PIECE（2019年 - 2023年、国民達、子供、町娘、女性、男の子、半公 他）
- ゲゲゲの鬼太郎（第6作）（女の子、優子、主婦）
- それいけ!アンパンマン（2019年 - 2020年、ナキウサギの子供、モン吉）

2020年
- ちびまる子ちゃん（2020年 - 2024年、男子B、女子B、放送委員）
- 名探偵コナン（母親）

2021年
- クレヨンしんちゃん（ベビーベンB）
- デジモンゴーストゲーム（子供）

2023年
- トニカクカワイイ（店員）

### ゲーム
- かくりよの門-朧-（2019年、天羽々斬[5]、天探女[6]）
- ORE'N（2025年、プリンシパル＃ドーマン[7] / 魔王カグラ[8]）

### ナレーション
- ZIP!（日本テレビ） - 「いただきます！日本全国 朝ごはん ジャーニー」コーナーナレーション[9]

### ボイスオーバー
- 日本賞（NHK）
- 月曜から夜ふかし（日本テレビ）

### ラジオドラマ
- 青山二丁目劇場 地球最後の進路相談（裕美）